# Mecismauquènids
Els mecismauquènids (Mecysmaucheniidae) són una família d'aranyes araneomorfes. Fou descrita per primera vegada per Eugène Simon l'any 1895.
La major part dels gèneres es troben a Sud-amèrica (Xile i Argentina), i dos gèneres són endèmics de Nova Zelanda.

## Sistemàtica
Segons el World Spider Catalog amb data de 10 de febrer de 2019, aquesta família té reconeguts 7 gèneres i 25 espècies de les quals 17 pertanyen al gènere Mecysmauchenius. Els canvis dels darrers anys són rellevants, ja que el 28 d'octubre de 2006 hi havia reconeguts només 3 gèneres amb el mateix nombre d'espècies.
- Aotearoa Forster & Platnick, 1984
  - Aotearoa magna (Forster, 1949) (Nova Zelanda)
- Chilarchaea Forster & Platnick, 1984
  - Chilarchaea quellon Forster & Platnick, 1984 (Xile, Argentina)
- Mecysmauchenioides Forster & Platnick, 1984
  - Mecysmauchenioides nordenskjoldi (Tullgren, 1901) (Xile, Argentina)
  - Mecysmauchenioides quetrihue Grismado & Ramírez, 2005 (Argentina)[4]
- Mecysmauchenius Simon, 1884
  - Mecysmauchenius canan Forster & Platnick, 1984 (Xile)
  - Mecysmauchenius chacamo Forster & Platnick, 1984 (Xile)
  - Mecysmauchenius chapo Forster & Platnick, 1984 (Xile)
  - Mecysmauchenius chepu Forster & Platnick, 1984 (Xile)
  - Mecysmauchenius chincay Forster & Platnick, 1984 (Xile)
  - Mecysmauchenius eden Forster & Platnick, 1984 (Xile)
  - Mecysmauchenius fernandez Forster & Platnick, 1984 (Illa Juan Fernández)
  - Mecysmauchenius gertschi Zapfe, 1960 (Xile, Argentina)
  - Mecysmauchenius newtoni Forster & Platnick, 1984 (Xile)
  - Mecysmauchenius osorno Forster & Platnick, 1984 (Xile, Argentina)
  - Mecysmauchenius platnicki Grismado & Ramírez, 2005 (Xile)
  - Mecysmauchenius puyehue Forster & Platnick, 1984 (Xile)
  - Mecysmauchenius segmentatus Simon, 1884 (Xile, Argentina, Illes Falkland)
  - Mecysmauchenius termas Forster & Platnick, 1984 (Xile)
  - Mecysmauchenius thayerae Forster & Platnick, 1984 (Xile, Argentina)
  - Mecysmauchenius Victòria Forster & Platnick, 1984 (Xile)
  - Mecysmauchenius villarrica Forster & Platnick, 1984 (Xile)
- Mesarchaea Forster & Platnick, 1984
  - Mesarchaea bellavista Forster & Platnick, 1984 (Xile)
- Semysmauchenius Forster & Platnick, 1984
  - Semysmauchenius antillanca Forster & Platnick, 1984 (Xile)
- Zearchaea Wilton, 1946
  - Zearchaea clypeata Wilton, 1946 (Nova Zelanda)
  - Zearchaea fiordensis Forster, 1955 (Nova Zelanda)

### Fòssils
Segons el World Spider Catalog versió 19.0 (2018), existeixen els següents gèneres fòssils:
- †Archaemecys Saupe & Selden, 2009

### Superfamília Archaeoidea
Els mecismauquènids havien format part de la superfamília dels arqueoïdeus (Archaeoidea), juntament amb els pararquèids, arquèids, microfolcommàtids i holarquèids. Les aranyes, tradicionalment, havien estat classificades en famílies que van ser agrupades en superfamílies. Quan es van aplicar anàlisis més rigorosos, com la cladística, es va fer evident que la major part de les principals agrupacions utilitzades durant el segle XX no eren compatibles amb les noves dades. Actualment, els llistats d'aranyes, com ara el World Spider Catalog, ja ignoren la classificació de superfamílies.